# Brian Epstein
Brian Samuel Epstein (Liverpool, 19. rujna 1934. – London, 27. kolovoza 1967.), prvi menadžer sastava The Beatles. On je umnogomome pomogao stvaranju mita o Beatlesima, i bio pionir u poslu kojeg bi mogli nazvati - stvaranje zvijezda. 
Preko svoje obiteljske tvrtke, NEMS (North End Music Stores), preuzeo je brigu o plasmanu još nekoliko vrlo popularnih grupa i izvođača, kao što su; Gerry and the Pacemakers, Billy J. Kramer and the Dakotas, i Cilla Black. On je isto tako pomogao u usponu merseybeata, i uopće u popularnosti britanske glazbe širom svijeta, i u onom glazbenom fenomenu koji se zove - britanska invazija.

## Vanjske poveznice
- Službene stranice Briana Epsteina